# Атемарка
Атемарка (также Атямарка) — река в России, протекает по Лямбирскому району Республики Мордовия и Октябрьском районе городского округа Саранск. Устье реки находится в 13 км от устья реки Тавлы по правому берегу. Длина реки составляет 16 км, площадь водосборного бассейна — 72,6 км².

## Происхождение названия
Имеется несколько вариантов:
- от эрзянского атямарь «вишня; вишневые заросли» с использованием топоформанта «-ка».
- по мнению И. Д. Воронина (1961), атемар = «холм стариков, дедов»

## Населённые пункты
На берегу речки стоят Атемар, Грибоедово. Расположенная на берегу реки Малая Висловка была исключена из списка населённых пунктов Лямбирского района в 1982 году.

## Данные водного реестра
По данным государственного водного реестра России относится к Верхневолжскому бассейновому округу, водохозяйственный участок реки — Алатырь от истока и до устья, речной подбассейн реки — Сура. Речной бассейн реки — (Верхняя) Волга до Куйбышевского водохранилища (без бассейна Оки). Код водного объекта в государственном водном реестре — 08010500212110000038390.